# Bozen-Bolzano University Press
Bozen-Bolzano University Press, abgekürzt bu,press, ist ein Universitätsverlag, der 2005 gegründet wurde. Er orientierte sich an bereits bestehenden Universitätsverlagen in Deutschland und Italien wie z. B. der Hamburg University Press, der Göttingen University Press oder der Firenze University Press.

## Geschichte
Der Verlag war zunächst bei den Akademischen Diensten der Freien Universität Bozen (FUB) angesiedelt. Im November 2007 ging der Universitätsverlag an die Bibliothek über. Die Verlagsproduktion begann 2005 mit der Reihe „Universitätsreden“, in welcher bis 2008 sieben Bände erschienen.
Ziel des Universitätsverlages ist die Förderung der wissenschaftlichen Kommunikation, der Lehre und des lebenslangen Lernens durch Bereitstellung verlagsspezifischer Serviceleistungen für Dozenten und Forscher der FUB. Der Verlag veröffentlicht mehrsprachige Arbeitsergebnisse aus Wissenschaft, Forschung und Lehre an der Freien Universität Bozen.
Weitere Reihentitel sind „Konferenzbeiträge-Atti-Proceedings“ und „Language Teaching Resources“. Seit Ende 2007 hat sich die Anzahl der Publikationen fast verdoppelt.  Das Verlagsprogramm umfasst derzeit mehr als 30 Veröffentlichungen aus allen Wissenschaftsbereichen der Freien Universität Bozen.